# Nickelschneebergite
La nickelschneebergite è un minerale.